# Ceraeochrysa elegans
Ceraeochrysa elegans là một loài côn trùng trong họ Chrysopidae thuộc bộ Neuroptera. Loài này được Penny miêu tả năm 1998.